# Стар завет
Старият завет (според българоезичната традиция Ветхий завет) е първата от двете (наред с Новия завет), по-стара част от християнската Библия, включваща древното еврейско Свещено писание (Танах) – съдържа общо 50 книги и е общ свещен текст на юдаизма и християнството. Книгите на Ветхия завет са писани в продължение на 1100 години – в периода от ХІІІ в. до І в. пр. Хр.
Според най-старите християнски традиции, запазени в православието и утвърдени на Трулския събор през VІІ в., Ветхият завет се състои от 50 книги (39 канонични и 11 неканонични) с имена: 
1. Първа книга Моисеева-Битие
2. Втора книга Моисеева-Изход
3. Трета книга Моисеева-Левит
4. Четвърта книга Моисеева-Числа
5. Пета Книга Моисеева-Второзаконие
6. Книга Иисус Навин
7. Книга Съдии Израилеви
8. Книга на Рут
9. Първа книга Царства
10. Втора книга Царства
11. Трета книга Царства
12. Четвърта книга Царства
13. Първа книга Паралипоменон
14. Втора книга Паралипоменон,
15. Първа книга на Ездра,
16. Книга на Неемия,
17. Втора книга на Ездра
18. Книга на Товита
19. Книга Иудит
20. Книга Естир
21. Книга на Иова
22. Псалтир
23. Книга Притчи Соломонови
24. Книга на Еклисиаста или Проповедника
25. Книга Песен на песните
26. Книга Премъдрост Соломонова
27. Книга Премъдрост на Иисуса, син Сахаров
28. Книга на пророк Исаия
29. Книга на пророк Иеремия
30. Книга Плач Иеремиев
31. Послание на Иеремия
32. Книга на пророк Варуха
33. Книга на пророк Иезикииля
34. Книга на пророк Даниила
35. Книга на пророк Осия
36. Книга на пророк Иоиля
37. Книга на пророк Амоса
38. Книга на пророк Авдий
39. Книга на пророк Иона
40. Книга на пророк Михей
41. Книга на пророк Наума
42. Книга на пророк Авакума
43. Книга на пророк Софония
44. Книга на пророк Агей
45. Книга на пророк Захария
46. Книга на пророк Малахия
47. Първа книга Макавейска
48. Втора книга Макавейска
49. Трета книга Макавейска
50. Трета книга на Ездра

В Стария завет според католицизма са включени 46 книги, признати за канонични и утвърдени от Тридентския събор през ХVІ в., включително книгите Товит, Иудит, Премъдрост Соломонова и двете Книги Макавейски. До ХХ в. част от Католическата библия (Vulgata Sixto-Clementina) са били и Трета книга Макавейска и Трета Книга на Ездра.
В епохата на Реформацията в Западна Европа протестантството радикално променя възгледите си за каноничността и авторитета на библейските книги. През 1534 г. Мартин Лутер издава Библия, която включва в Стария завет само 39-те книги според юдейския канон. Останалите 11 книги получават в протестантската традиция названието апокрифи, което в източнохристиянската традиция се използва за много по-късно възникнала християнска литература (от ІІ в. пр. Хр. до І в.)
С изключение на свитъците от Мъртво море всички съществуващи най-стари еврейски библейски ръкописи са от късния масоретски период. Най-ранният датиран ръкопис на еврейската масоретска Библия е едно копие на последните пророци в Ленинград (Кодекс Ленинграденсис), написан в 916 г. Други прочути копия на еврейската Библия са Кодекс Лаудианус в Оксфорд, от 10 век, съдържащ почти целия Стар завет, Кодексът Бен Ашер от Халеб (Алепо Кодекс) от 10 век и др., които се намират в различни колекции и библиотеки.